# Erdsphäre
Eine Erdsphäre bezeichnet ein Phänomen des Planeten Erde, das eine räumliche Ausdehnung besitzt und sich für gewöhnlich wie eine mehr oder weniger durchgehende Schale um den ganzen Himmelskörper legt.

## Begriffsgeschichte
Ein vermehrter Gebrauch des Wortes Erdsphäre im naturwissenschaftlichen Schrifttum kann ab der Mitte des 19. Jahrhunderts festgestellt werden. Damals jedoch wurde das Wort noch als Synonym verwendet für „Erdkugel“ oder „Planet Erde“. Zu Beginn des zwanzigsten Jahrhunderts bildete sich die heutige Wortbedeutung heraus. Im deutschsprachigen Raum wurde sie maßgeblich 1903 geprägt durch den deutschen Geographen Alfred Hettner. Seitdem bildet Erdsphäre den Oberbegriff, unter dem Atmosphäre, Geosphäre, Lithosphäre und viele weitere Sphäre-Begriffe gesammelt werden.

## Gestalt

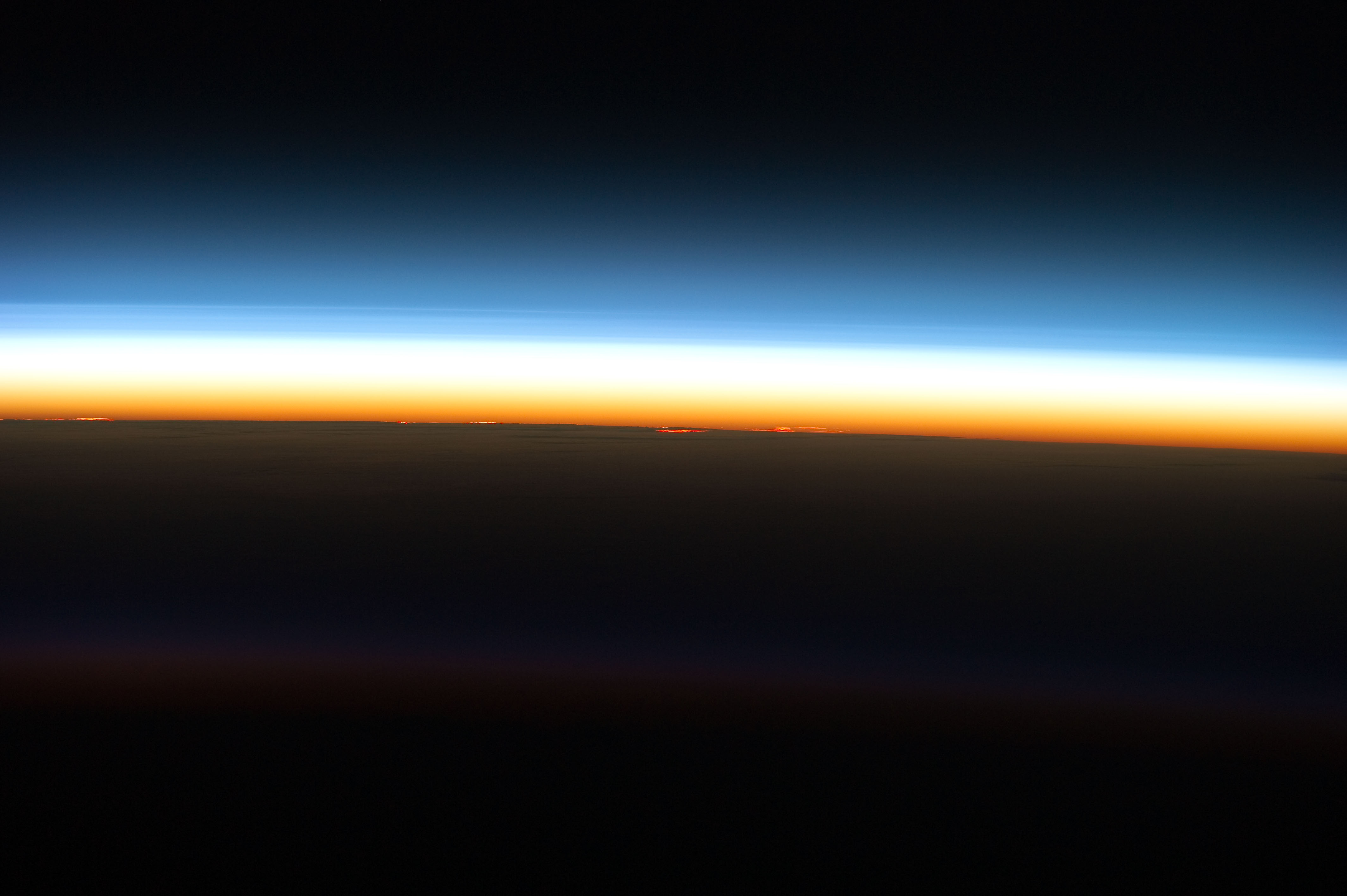
Die Atmosphäre legt sich schalenartig um die Erde. Darin gleicht sie vielen anderen Erdsphären.

Viele der bekanntesten Erdsphären haben die Gestalt von geschlossenen Hüllen. Sie legen sich schalenartig – ähnlich wie Hohlkugeln – um den ganzen Planeten. Solche durchgehenden, schalenartigen Erdsphären sind zum Beispiel die Atmosphäre und die Lithosphäre. Die Luft der Atmosphäre einerseits umhüllt die gesamte feste Erde, deren äußere Schale andererseits überall von der Lithosphäre gebildet wird.
Andere Erdsphären haben ebenfalls schalenartiges Aussehen, allerdings besitzen ihre Schalen Lücken. Solche lückenhaften, schalenartigen Erdsphären sind zum Beispiel die Kryosphäre und die Granitosphäre. Die großen Eisschilde der Kryosphäre befinden sich einerseits in Grönland und der Antarktis, zwischen den beiden Gebieten jedoch klafft ein riesiger unvereister Korridor mit nur wenigen eingeschalteten Gebirgsgletschern. Die granitoiden Gesteine der Granitosphäre bilden einerseits zwar großvolumige Anteile der kontinentalen Erdkruste, innerhalb ozeanischer Erdkruste jedoch fehlen sie vollständig.
Einige wenige Erdsphären haben nirgends weit ausgedehnte Flächen. Stattdessen finden sie sich auf viele kleine Vorkommen verteilt über die ganze Erde. Ihr Aussehen ähnelt also weniger einer Schale als vielmehr einem Fleckenmuster. Wenn die verschiedenen Vorkommen miteinander in Verbindung und Austausch stehen, kann auch ein netzartiges Aussehen angenommen werden. Solche fleckenartigen oder netzartigen Erdsphären sind zum Beispiel die Pyrosphäre und die Noosphäre: Die Magmen der Pyrosphäre einerseits bilden keine global durchgehende Schicht, sondern sind in viele Einzelvorkommen aufgespalten. Die Noosphäre andererseits entsteht durch den netzwerkartigen, kommunikativen Austausch zwischen ideen-bildenden und ideen-weiterentwickelnden Personen.
Aufgrund seiner Gestalt stellt der Erdinnenkern eine Ausnahme dar unter den Erdsphären. Denn der innere Erdkern bildet keine Hohlkugel, sondern eine Vollkugel mit dem Erdmittelpunkt als Zentrum.

## Lage

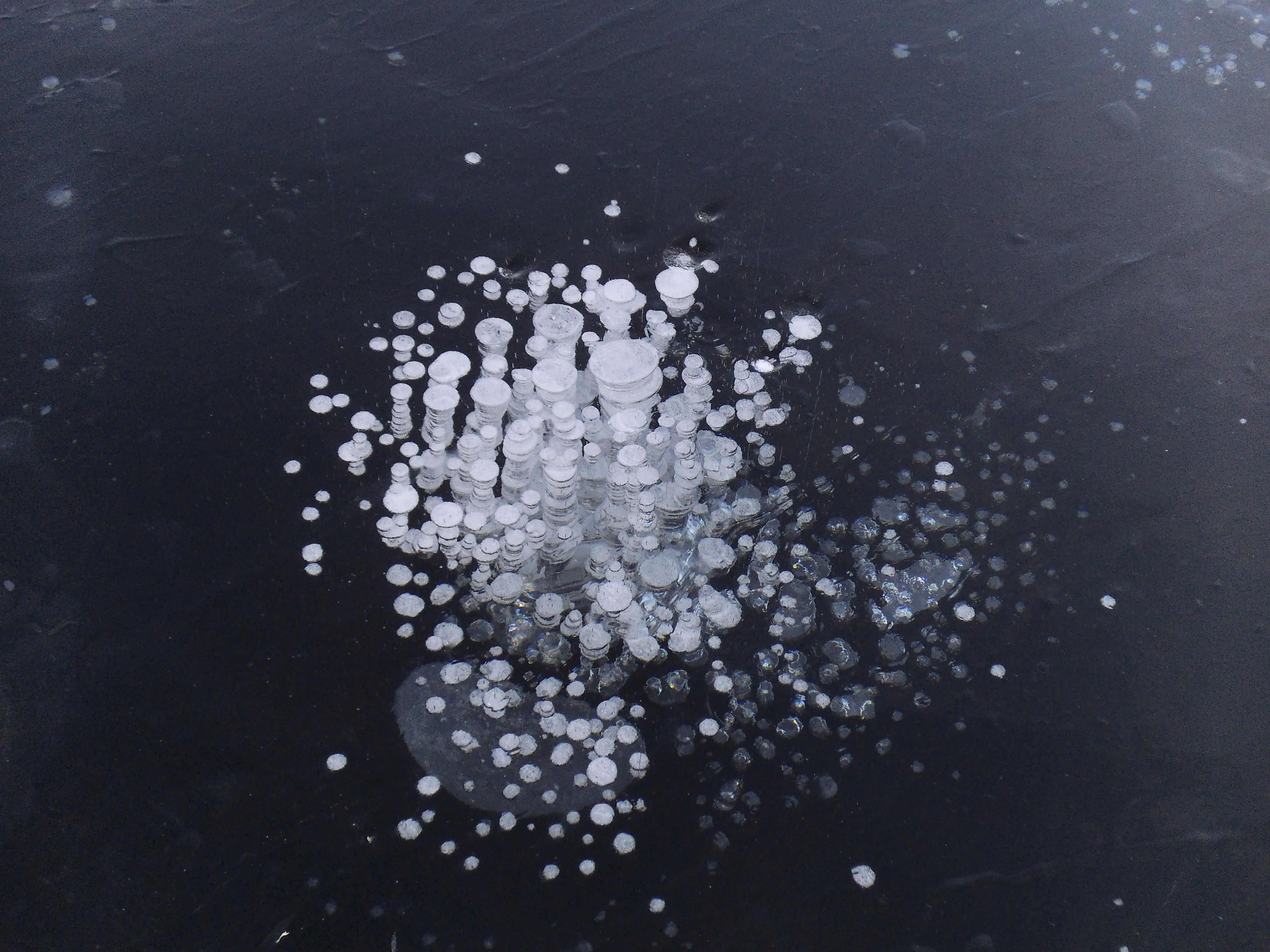
Gasblasen in Eis: Die Atmosphäre durchwirkt die Kryosphäre.

Die erdoberflächenfernen, tiefen Erdsphären wurden durch die seismologische Analyse von Erdbebenwellen identifiziert.

Viele Erdsphären befinden sich vollständig oder großteilig auf der Erdoberfläche – oder zumindest knapp ober- oder unterhalb von ihr. Solche erdoberflächennahen Erdsphären sind zum Beispiel die Dekompositionssphäre mit ihren Verwitterungsdecken und die Phytogeosphäre, die alle terrestrischen Pflanzen umfasst.
Einige Erdsphären umhüllen den Planeten in kleinerem oder größerem Abstand zur Erdoberfläche, ohne mit ihr direkt verbunden zu sein. Solche erdoberflächenfernen, hohen Erdsphären sind zum Beispiel die Exosphäre als oberste Schicht der Atmosphäre und die Elektrosphäre, innerhalb derer die Atmosphäre eine höhere elektrische Leitfähigkeit besitzt.
Außerdem existieren eine Reihe von Erdsphären, die vollständig in einigem Abstand unterhalb der Erdoberfläche liegen. Solche erdoberflächenfernen, tiefen Erdsphären sind zum Beispiel die Asthenosphäre als Schicht leicht angeschmolzener Gesteine unterhalb der Lithosphäre und die Barysphäre, die vor allem aus Eisen aufgebaut ist und sich im Zentrum des Planeten befindet.
Darüber hinaus bestehen viele der Erdsphären nicht fein getrennt nebeneinander. Stattdessen durchdringen und durchwirken sie sich in vielfältiger Weise. Solche durchdringenden Erdsphären sind zum Beispiel die Hydrosphäre und die Atmosphäre, die beide – als Bodenwasser und als Bodenluft – die Böden der Pedosphäre durchwirken.

## Zeitliche Entwicklung

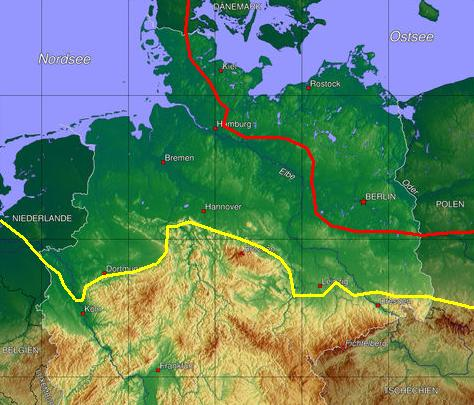
Anhand der Endmoränenzüge der Saale-Vereisung (gelb) und der Weichsel-Vereisung (rot) in Norddeutschland kann nachvollzogen werden, dass sich die Weite der Kryosphäre erdzeitlich ändert.

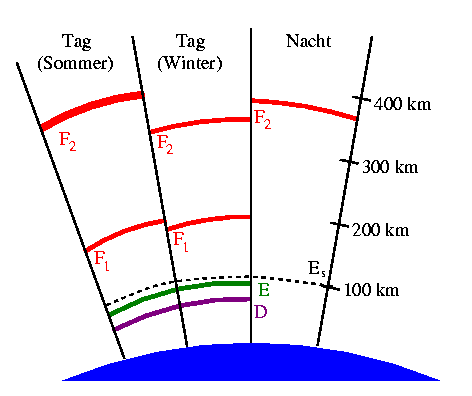
Tageszeitlicher Wandel der Ionosphäre.

Die Fläche der Chionosphäre – der Schneedecken weltweit – schwankt mit den Jahreszeiten.

Gestalt und Lage von Erdsphären können sich im Lauf der Zeit ändern. Auch waren sie nicht seit Anbeginn der Erde vorhanden. Stattdessen formten sie sich zu bestimmten Zeitpunkten und werden sehr wahrscheinlich irgendwann auch wieder verschwinden. Beispiele:
- Die Ausdehnung der Ionosphäre unterliegt tageszeitlichen Schwankungen. Sie bildet sich in der Hochatmosphäre durch ionisierende Strahlen der Sonne. Wegen der fehlenden Sonnenstrahlung baut sie sich des Nachts fast vollständig ab.
- Die Ausdehnung der Chionosphäre – der schneebedeckten Bereiche der Erde – unterliegt jahreszeitlichen Schwankungen. Während des Winters können sich ihre Schneedecken weit ausbreiten. Andererseits schrumpft sie im Sommer zusammen bis auf wenige Schneefelder in Hochgebirgen und Polargebieten.
- Die Ausdehnung der Kryosphäre unterliegt erdzeitlichen Schwankungen. Während der Kaltzeiten kann das Meereis weit in Richtung Äquator vordringen und große Gebiete der Kontinente werden unter Inlandeis begraben. Während der Warmzeiten zieht sich die Kryosphäre sehr weit zurück bis in die höchsten Gebirgs- und Polarregionen. Während der Periode des Cryogenium war mehrmals sogar fast die gesamte Erde eisbedeckt.[5]
- Die Ozonosphäre bildete sich erst vor etwas mehr als zwei Milliarden Jahren. Zuvor hatten bestimmte Mikroorganismen die oxygene Photosynthese evolviert. Nun entwichen große Mengen von Sauerstoffmolekülen den Meeren und gelangten in die Atmosphäre. Die Sauerstoffmoleküle stiegen auf und wurden von Sonnenlicht umgebaut zu den Ozonmolekülen der Ozonosphäre.[6]
- Die Magnetosphäre wird gebildet vom Erdmagnetfeld, das durch Wärmeströmung innerhalb der flüssigen Eisenlegierung im Erdaußenkern erzeugt wird. Das Erdmagnetfeld wird in drei Milliarden bis vier Milliarden Jahren vergehen, wenn der Erdaußenkern so gut wie vollständig ausgehärtet sein wird.[7][8]

## Gruppierung
Die Erdsphären lassen sich in drei Gruppen gliedern. Die erste Gruppe besteht aus den natürlichen Erdsphären. Die natürlichen Erdsphären existieren ohne Zutun des Menschen. Ihr Bestehen ist also grundsätzlich unabhängig von menschlicher Kultur – obwohl viele von ihnen heutzutage durch menschliches Wirken vielfältig beeinflusst werden. Die Erforschung der natürlichen Erdsphären obliegt der Physiogeographie (Naturgeographie) und den übrigen naturwissenschaftlichen Geowissenschaften. Zu den natürlichen Erdsphären gehören zum Beispiel Hydrosphäre und Ökosphäre.
Die zweite Gruppe der Erdsphären besteht aus den kulturbedingten Erdsphären. Die kulturbedingten Erdsphären entstehen und existieren erst durch das Zutun des Menschen. Ihr Bestehen ist also abhängig von menschlicher Kultur. Die Erforschung der kulturbedingten Erdsphären obliegt der Anthropogeographie (Kulturgeographie) und den Kulturwissenschaften. Zu den kulturbedingten Erdsphären gehören zum Beispiel Anthroposphäre und Noosphäre.
Die dritte Gruppe der Erdsphären besteht aus den teilnatürlichen Erdsphären. In teilnatürlichen Erdsphären werden sowohl natürliche als auch kulturbedingte Raumeigenschaften in ihrer vielfältigen gegenseitigen Durchdringung und Wechselwirkung gemeinsam und zusammenfassend betrachtet. Die Erforschung der teilnatürlichen Erdsphären obliegt der allgemeinen Geographie. Zu den teilnatürlichen Erdsphären gehört die Landschaftssphäre.

## Rezeption
Die Idee von Erdsphären – das Konzept, schalenartige Räume mit bestimmten Eigenschaften auszugliedern – bahnte für die modernen Wissenschaften der britische Arzt Hugh Doherty an. 1871 übernahm und vereinfachte sie der amerikanische Philosoph Stephen Pearl Andrews. Vier Jahre später fand sich das Konzept in einer Veröffentlichung des angesehenen österreichischen Geologen Eduard Suess:

„So wie man gelernt hat, die Sonne in eine Anzahl konzentrischer Hüllen zu zerlegen, kann man wohl auch die Erde in Hüllen teilen, deren jede allerdings in vielfacher Verbindung mit der nächstfolgenden steht.“

Mit der Arbeit von Eduard Suess kann die Idee von Erdsphären seit 1875 als etabliert gelten. Damit wurden in die Geowissenschaft Denkrahmen eingeführt, die es nun ermöglichten, in einem Spezialisierungsprozess gesonderte geowissenschaftliche Disziplinen auszuweisen. Denn fortan brauchte die Erde nicht mehr in ihrer Gänze beforscht zu werden. Von nun an reichte es, sich auf Belange einzig der Lithosphäre, Atmosphäre, Hydrosphäre und so weiter zu spezialisieren. Dabei konnte der Sinn für die Zusammenhänge der Erde in ihrer erdsphäre-übergreifenden Gänze verloren gehen – die von Suess noch explizit erwähnten vielfachen Verbindungen zwischen den Erdsphären gerieten aus dem Blick. Es war der deutsche Geograph Friedrich Ratzel, der 1902 gegen zu steuern versuchte und ein frühes Plädoyer für eine ganzheitliche Betrachtung der Erde hielt:

„Das erste muß die Betrachtung des Ganzen sein, weit danach erst kommt die Sonderung in Teile, denn von der Auffassung des Ganzen ist die Schätzung der Teile abhängig. […] Wasser- und Lufthülle sind von dem Festen der Erde nirgends genau zu scheiden. […] Diese Auffassung der Erde, die das Feste, Flüssige und Luftförmige, sowie alles Leben, das aus ihnen und in ihnen erblüht, als ein durch Geschichte und ununterbrochene Wechselwirkung zusammengehöriges Ganze betrachtet, stellen wir als organische Erdauffassung derjenigen gegenüber, die diese Teile des Erdballes wie zufällig zusammengekommene auseinanderlöst und den einen ohne den anderen verstehen zu können meint. Es wäre vielleicht der Ausdruck hologäische Erdauffassung zweifelfreier; aber wir sind der Einführung neugebildeter Fremdwörter abgeneigt.“

Mit seiner hologäischen Erdauffassung kritisierte Ratzel sehr direkt die Tendenz, einzelne Erdsphären aus dem Gesamtverbund herauszulösen und allein für sich zu betrachten. In dem Jahrhundert nach ihm wurde diese Kritik gelegentlich erneuert. Dies geschah verstärkt nach dem Jahr 1948, als der US-amerikanische Mathematiker Norbert Wiener die Kybernetik in die wissenschaftliche Diskussion eingeführt hatte. Gemäß dem Systemkonzept der Kybernetik kann die Erde als ein umfassendes System miteinander vielfältig wechselwirkender Systemelemente begriffen werden. Deren Wechselwirkungen können die verhältnismäßig rigoros gedachten Umfassungen einer Erdsphäre leicht durchbrechen. Auf diese Weise werden die Grenzen zwischen den Erdsphären verwischt. Besonders prominent wurde das Erdsphäre-Konzept dann kritisiert durch den britischen Chemiker James Ephraim Lovelock:

„[The concept of Gaia] is concerned with the working of the whole system [of earth], not with the separated parts of a planet divided arbitrarily into the biosphere, the atmosphere, the lithosphere, and the hydrosphere. These are not real divisions Of the Earth, they are spheres of influence inhabited by academic scientists.“

„[Das Gaia-Konzept] beschäftigt sich mit den Arbeitsprozessen des ganzen Systems [der Erde], nicht mit abgetrennten Stücken des Planeten, beliebig zerteilt in die Biosphäre, die Atmosphäre, die Lithosphäre und die Hydrosphäre. Bei ihnen handelt es sich nicht um echte [eigenständige] Abschnitte der Erde, stattdessen handelt es sich um Einflusssphären, die von akademisierten Naturwissenschaftlern bewohnt werden.“

### Ganzheitliche Ansätze

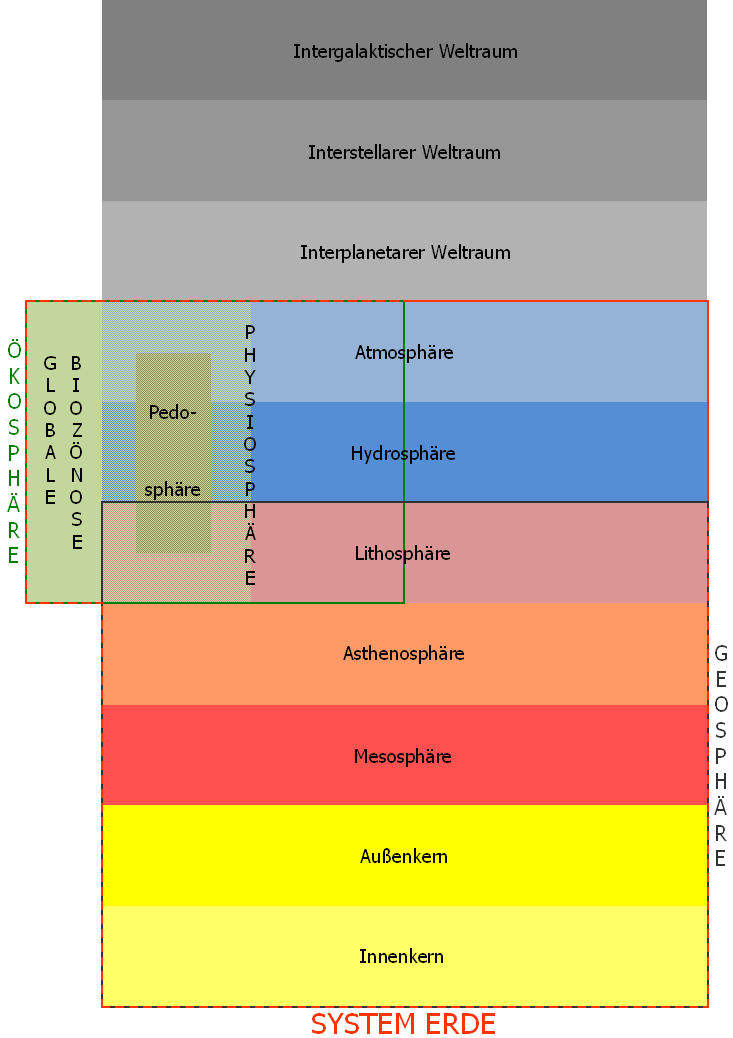
Das System Erde umfasst alle Dinge in sämtlichen Erdsphären, zusammen mit deren vielfältigen – auch erdsphäre-übergreifenden – Wechselwirkungen.

Schon zwanzig Jahre nach Ratzels Appell für eine hologäische Erdauffassung dozierte der russische Geowissenschaftler Wladimir Iwanowitsch Wernadski an der Pariser Sorbonne über ein Ökosystem, das die ganze Erde umspannen sollte. Er nannte es Biosphäre. Es kann seit 1958 auch als Ökosphäre. bezeichnet werden.
Weiterhin wurden in den späten 1950ern und frühen 1960ern mehrere Begriffe vorgeschlagen, um den Raum zu bezeichnen, in dem die Dinge existieren und miteinander wechselwirken, die von der Wissenschaft namens Geographie erforscht werden. Auch diese Konzepte zielten auf ganzheitliche Betrachtungen. Es handelte sich um die (geographische) Geosphäre (Chorosphäre) und um die Landschaftssphäre.
Schließlich erarbeitete ab 1986 James Ephraim Lovelock die Gaia-Hypothese als alternativen und ganzheitlichen geowissenschaftlichen Ansatz. Inhalte dieser Hypothese wurden ab 1983 in das damals neu benannte Forschungsfeld des Systems Erde integriert. Letzterer Begriff hat sich derzeit weitgehend durchgesetzt. Gemäß dem Konzept vom System Erde werden heute die einzelnen Erdsphären zwar separat ausgewiesen, jedoch ihre grundsätzliche Verbundenheit und ihre vielfältigen gegenseitigen Wechselwirkungen hervorgehoben. Sie werden betrachtet als vielfältige Teilsysteme (Subsysteme) des größeren, übergreifenden und zusammenhängenden Systems Erde. Damit scheint aktuell die Ansicht zu den Erdsphären wiederhergestellt worden zu sein, die schon ganz zu Beginn von Eduard Suess im Jahr 1875 ansatzweise formuliert worden war.